# Lot (jednotka)

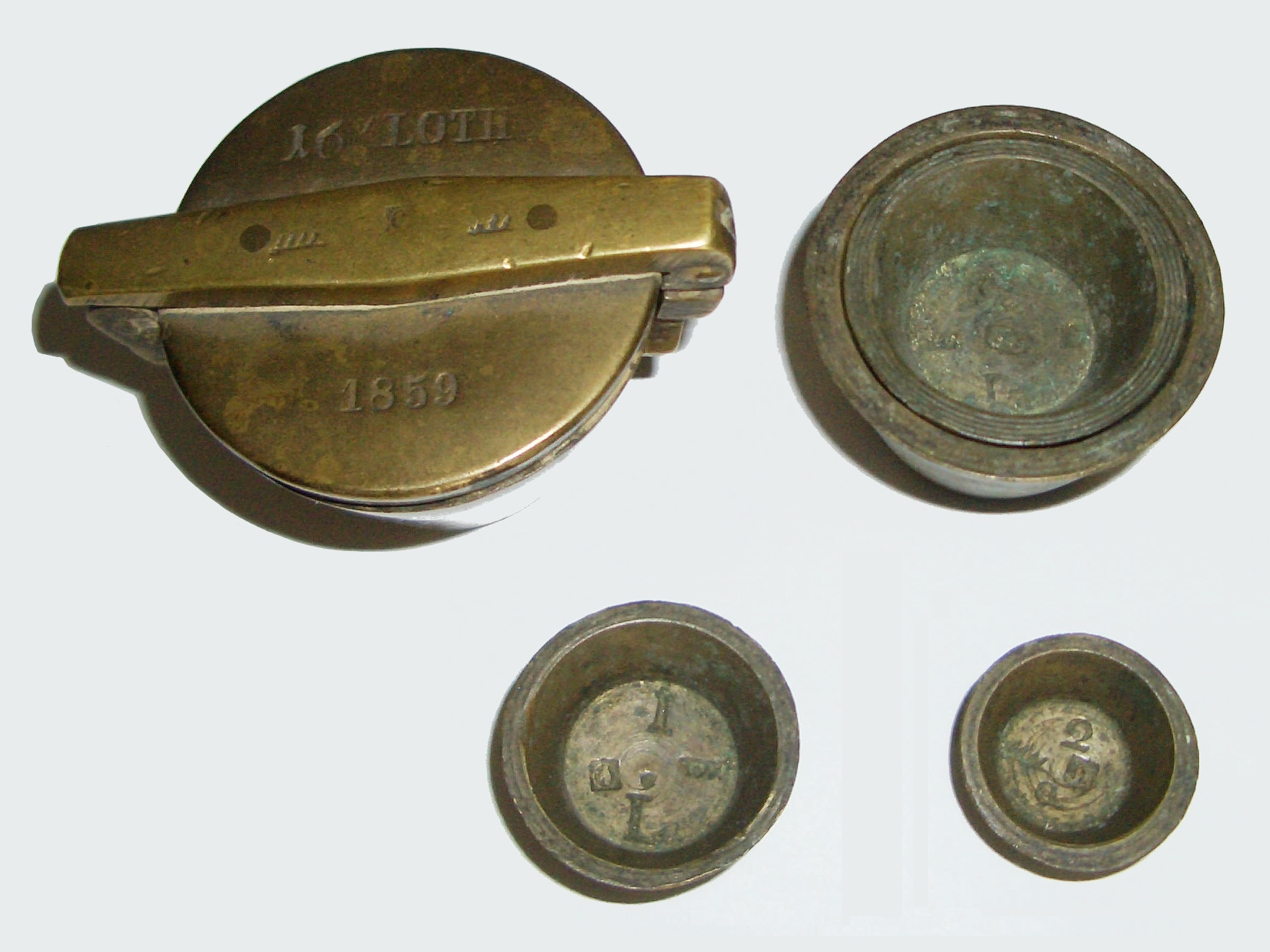
Loth z Württembergu (Německá konfederace) z roku 1859.

Lot nebo Loth je stará jednotka hmotnosti, jež byla užívána v různých zemích světa. 

## alternativní názvy
- v Dánsku a Švédsku : lod
- v Holandsku : lood
- v Norsku : lodd
- na Slovensku : lót
- v Polsku : łut

## v Čechách
- alternativně jeden lot = 16,06 gramu = 1/32 libry
- alternativně jeden tzv. vídeňský lot = 17,50 gramu (stejně jako v Rakousku a v Bavorsku)

## v Německu
- v Bavorsku : jeden Lot 17,50 gramu = 1/32 Pfund
- ve Frankfurtu nad Mohanem : jeden Lot = 14,62 gramu
- v Lübecku : jeden Lot = 15,20 gramu
- jinde v Německu též : jeden Lot = 16,667 gramu

## v Rakousku
- jeden Lot = 17,50 gramu = 1/32 Pfund
- jeden Postlot = 16,667 gramu = 1/30 Zollpfund
- v mincovnictví a klenotnictví pak : jeden Münzenlot =17,54 gramu = 1/16 Mark

## v Rusku a Estonsku
- jeden lot = 12,80 gramu = 1/32 funt

## ve Švýcarsku
- jeden Lot = 15,62 gramu = 1/32 Pfund

## podobná jednotka v Polsku
- łót = 12,67 gramu = 1/32 funt

## Použitý zdroj
- Malý slovník jednotek měření, vydalo nakladatelství Mladá fronta v roce 1982, katalogové číslo 23-065-82